# Ratemia squamulata
Ratemia squamulata är en insektsart som först beskrevs av Neumann 1911.  Ratemia squamulata ingår i släktet Ratemia och familjen Ratemiidae. Inga underarter finns listade i Catalogue of Life.